# Pseudoharringia romanica
Pseudoharringia romanica är en hjuldjursart som beskrevs av Rodewald 1937. Pseudoharringia romanica ingår i släktet Pseudoharringia och familjen Notommatidae. Inga underarter finns listade i Catalogue of Life.